# 2-Butin-1,4-diol
2-Butin-1,4-diol (nach IUPAC-Nomenklatur: But-2-in-1,4-diol, vereinfacht oft nur als Butindiol bezeichnet) ist eine organisch-chemische Verbindung aus der Stoffgruppe der Alkohole, genauer der Alkinole. Der Stoff kommt als 34-prozentige wässrige Lösung sowie als kristalline Flocken in den Handel. Es ist ein Zwischenprodukt der chemischen Industrie, welches zu zahlreichen Produkten weiterverarbeitet wird.

## Gewinnung und Darstellung
Die großtechnische Herstellung von 2-Butin-1,4-diol erfolgt praktisch ausschließlich durch das Reppe-Verfahren (Ethinylierung), welches von Walter Reppe und seinen Mitarbeitern bei der BASF in den 1930er Jahren gefunden und kontinuierlich weiterentwickelt wurde. Danach wird Acetylen mit wässriger, etwa 30–50%iger Formaldehyd-Lösung bei Temperaturen von 80–110 °C und einem Druck von 5–20 bar umgesetzt: Die Umsetzung verläuft mit einer molaren Reaktionsenthalpie von −100,5 kJ·mol−1 exotherm.
Als Katalysator wird ein System aus Kupfer(II)-oxid (CuO) und Bismut(III)-oxid (Bi2O3), welches auf Kieselgel (SiO2) geträgert ist, eingesetzt. Unter den Reaktionsbedingungen im Reaktor bildet sich durch Komplexierung von Acetylen das katalytisch aktive Kupfer(I)-acetylid (Cu2C2). Bismutoxid wird als Promotor (3–6 %) zugesetzt, um die Bildung von Cuprenen zu unterdrücken. Etabliert ist die Durchführung im Dreiphasensystem in einer Kaskade von drei bis fünf Rieselbettreaktoren, in denen der Katalysator als Festbett angeordnet ist und von der wässrigen Formaldehyd-Lösung überströmt wird. Dabei strömt im Gleich- oder Gegenstrom das Acetylen hinzu. Die Selektivität erreicht etwa 95 %.
Eine Großanlage zu dieser Synthesemethode wurde bereits 1941 gebaut.
Eine Weiterentwicklung des klassischen Reppe-Prozesses ist das Linde/Yukong-Verfahren. Danach wird Acetylen schon bei geringen Drücken (Partialdruck von Acetylen: 0,7–1,4 bar) mit Formaldehyd an einem modifizierten Cu-Katalysator auf einem Silikatträger bei Temperaturen von 70–90 °C in einer Kaskade aus vier kontinuierlich betriebenen Suspensionsrührkesseln umgesetzt.
Die europäische Jahresproduktion von 2-Butin-1,4-diol beträgt etwa 200.000 t.
Die wichtigsten Produzenten von 2-Butin-1,4-diol in Westeuropa sind BASF in Ludwigshafen am Rhein und INEOS Solvents (früher GAF, später ISP Marl GmbH) in Marl.

## Eigenschaften

Dampfdruckfunktion

Butindiol ist ein farbloser Feststoff, der bei 58 °C schmilzt. Der Siedepunkt bei Normaldruck liegt bei 238 °C. Die Dampfdruckfunktion ergibt sich nach Antoine entsprechend ln(P) = A−(B/(T+C)) (P in Torr, T in °C) mit A = 9,7532, B = 3603,0 und C = 273,15 im Temperaturbereich von 112 bis 165 °C. Die Schmelze bildet bei erhöhter Temperatur entzündliche Dampf-Luft-Gemische. Die Verbindung hat einen Flammpunkt bei 136 °C. Die Zündtemperatur beträgt 335 °C. Der Stoff fällt somit in die Temperaturklasse T2. Bei thermischer Belastung kann in Gegenwart katalytisch wirkender Verunreinigungen, wie Alkali- und Erdalkalihydroxyde oder -halogenide sowie starken Säuren eine heftige bis explosionsartige Zersetzung erfolgen. Eine langsame thermische Zersetzung wird bei Temperaturen oberhalb von 160 °C beobachtet.

## Verwendung
Butindiol ist Ausgangspunkt zur Synthese weiterer Diole. So kann es durch Hydrierung zu 1,4-Butendiol und weiter zu 1,4-Butandiol umgesetzt werden. Weiterhin wird es zur Herstellung von Arzneistoffen, z. B. als Rohmaterial für Vitamin B6, Entlaubungsmitteln, Flammschutzmitteln, Korrosionsschutzmitteln, Weichmachern und Polyurethanen (kettenverlängerndes Mittel) verwendet. Es dient auch als Glanzbildner in Galvanisierungsbädern (bei Nickel und Kupfer) und als Sparbeizenzusatz zur Entfernung von Kesselstein oder Oxidschichten auf Metallen sowie in Abbeizmitteln für Farben.

## Sicherheitshinweise
2-Butin-1,4-diol zersetzt sich leicht in der Wärme (ab 160 °C), wobei die Reaktion bei Anwesenheit von Verunreinigungen oder bei höheren Temperaturen sehr heftig ausfallen kann (Flammpunkt 136 °C).